# 둘레
기하학에서 둘레는 주어진 평면 도형의 경계의 길이를 말한다. 일반적으로 다각형의 둘레는 각 변의 길이를 다 더함으로써 알아낼 수 있다. 
원의 둘레를 구하는 방식은 모든 변의 길이를 각각 더하는 다각형의 방식과는 달리, 그 원의 지름과 원주율의 곱으로 표현된다.
그리고 타원과 같은 곡선이 포함된 닫힌 도형은 '원의 반지름이나 '정n각형의 한변의 길이'와 같은 둘레의 길이와 관련된 부분이없어 수학적 공식같은 것은 없기에, 줄자와 같은 도구로만 측정이 가능하다. 왜냐하면 자는 선분이나 반직선 또는 직선을 반듯하게 그으거나 잴 때 사용하는데 곡선은 자를 대고 그리거나 길이를 잴 수 없기 때문이다.
참고로 둘레를 잴 수 있는 도형이 되려면 반드시 닫힌 도형이어야 한다. 열린 도형은 변으로 둘러싸여 있지 않기 때문에 둘레를 구하는 게 불가능하다.
기하학이 아닌 일상생활에서 둘레는 대상을 둘러싼 경계, 그 자체를 일컫는다. 이때 기하학에서의 둘레는 "둘레의 길이" 등으로 표현한다.

## 공식
| 도형     | 공식                     | 비고                                                       |
| -------- | ------------------------ | ---------------------------------------------------------- |
| 정다각형 | {\displaystyle ns\,}     | {\displaystyle s}는 정{\displaystyle n}각형의 한 변의 길이 |
| 원       | {\displaystyle 2\pi r\,} | {\displaystyle r}는 원의 반지름                            |

## 같이 보기
- 원둘레